# Безелер, Вильгельм Гартвиг
Вильгельм Гартвиг Безелер (нем. Wilhelm Hartwig Beseler; 1806—1884) — юрист и политический деятель; один из лидеров шлезвиг-гольштейнского движения в 1848—1851 гг. Старший брат Георга Безелера.

## Биография
Вильгельм Гартвиг Безелер родился 2 марта 1806 года в городе Евере.
Изучал право в Университете имени Христиана Альбрехта, а затем в Гейдельбергском университете.
По окончании юридической кафедры, Безелер поселился в Шлезвиге, где имел адвокатскую практику.
В 1844 году Вильгельм Безелер был избран от города Тондерна депутатом в шлезвигское сословное собрание, а в 1846 году стал его президентом.
В 1848 году по инициативе и под президентством Безелера было образовано временное правительство герцогств.
В марте 1849 года Вильгельм Гартвиг Безелер вступил в штатгальтерство, учрежденное в герцогствах по постановлениям германского Национального собрания, и вместе с тем был первым вице-президентом этого собрания.
Когда в 1851 году Австрия и Пруссия послали комиссаров в город Киль для умиротворения герцогств, угрожая занять их своими войсками, Безелер, не признававший такого права этих держав, вышел из штатгальтерства и удалился в Брауншвейг, где герцог обещал ему надежное убежище.
В 1861 году он поступил на прусскую государственную службу, где выполнял роль куратора Боннского университета.
Вильгельм Гартвиг Безелер, будучи преподавателем Боннского университета, скончался 2 сентября 1884 года в городе Бонне и был похоронен в Мильдштедте.